# Olympische Sommerspiele 2000/Teilnehmer (Vereinigte Staaten)
| Gelbes Symbol für Goldmedaillen mit stilisierten Olympischen Ringen | Graues Symbol für Silbermedaillen mit stilisierten Olympischen Ringen | Braundes Symbol für Bronzemedaillen mit stilisierten Olympischen Ringen |
| ------------------------------------------------------------------- | --------------------------------------------------------------------- | ----------------------------------------------------------------------- |
| 37                                                                  | 24                                                                    | 32                                                                      |

Die Vereinigten Staaten von Amerika nahmen an den Olympischen Sommerspielen 2000  in der australischen Metropole Sydney mit 586 Athleten, 333 Männer und 253 Frauen, in 31 Sportarten teil.
Seit 1896 war es die 23. Teilnahme der Vereinigten Staaten bei Olympischen Sommerspielen.

## Flaggenträger
Der Kanute Cliff Meidl trug den Sternenbanner, die Flagge der Vereinigten Staaten, während der Eröffnungsfeier im Stadium Australia, bei der Abschlussfeier wurde sie vom Ringer Rulon Gardner getragen.

## Medaillen
Mit 37 gewonnenen Gold-, 24 Silber- und 32 Bronzemedaillen belegte das US-amerikanische Team Platz 1 im Medaillenspiegel.

## Teilnehmer nach Sportarten

### Badminton
- Kevin Han
Herreneinzel

### Baseball
Herren (Gold )
- Brent Abernathy
- Kurt Ainsworth
- Pat Borders
- Sean Burroughs
- John Cotton
- Travis Dawkins
- Adam Everett
- Ryan Franklin
- Chris George
- Shane Heams
- Marcus Jensen
- Mike Kinkade
- Rick Krivda
- Doug Mientkiewicz
- Mike Neill
- Roy Oswalt
- Jon Rauch
- Anthony Sanders
- Bobby Seay
- Ben Sheets
- Brad Wilkerson
- Todd Williams
- Ernie Young
- Tim Young

### Basketball
| Herren (Gold ) | Damen (Gold ) |
| --- | --- |
| Shareef Abdur-Rahim Ray Allen Vin Baker Vincent Carter Kevin Garnett Tim Hardaway Allan Houston Jason Kidd Antonio McDyess Alonzo Mourning Gary Payton Steve Smith Teamchef Rudy Tomjanovich | Ruthie Bolton-Holifield Teresa Edwards Yolanda Griffith Chamique Holdsclaw Lisa Leslie Nikki McCray DeLisha Milton-Jones Katie Smith Dawn Staley Sheryl Swoopes Natalie Williams Kara Wolters Teamchefin Nell Fortner |

### Bogenschießen
- Janet Dykman
Damen
- Denise Parker
Damen
- Karen Scavotto
Damen
- Butch Johnson (Bronze  mit der Mannschaft)
Herren
- Rod White (Bronze  mit der Mannschaft)
Herren
- Vic Wunderle (Silber  im Einzel, Bronze  mit der Mannschaft)
Herren

### Boxen
| Disziplin                       | Athlet                     |
| ------------------------------- | -------------------------- |
| Halbfliegengewicht (bis 48 kg)  | Brian Viloria              |
| Fliegengewicht (bis 51 kg)      | José Navarro               |
| Bantamgewicht (bis 54 kg)       | Clarence Vinson (Bronze )  |
| Federgewicht (bis 57 kg)        | Rocky Juarez (Silber )     |
| Leichtgewicht (bis 60 kg)       | David Jackson              |
| Halbweltergewicht (bis 63,5 kg) | Ricardo Williams (Silber ) |
| Weltergewicht (bis 67 kg)       | Dante Craig                |
| Halbmittelgewicht (bis 71 kg)   | Jermain Taylor (Bronze )   |
| Mittelgewicht (bis 75 kg)       | Jeff Lacy                  |
| Halbschwergewicht (bis 81 kg)   | Olanda Anderson            |
| Schwergewicht (bis 91 kg)       | Michael Bennett            |
| Superschwergewicht (über 91 kg) | Calvin Brock               |

### Fechten
- Degen Einzel, Herren
  - Tamir Bloom
- Florett Einzel, Herren
  - Cliff Bayer
- Säbel Einzel, Herren
  - Keeth Smart
  - Akhnaten Spencer-El
- Degen Einzel, Damen
  - Ann Marsh
- Florett Einzel und Team, Damen
  - Arlene Stevens
  - Felicia Zimmermann
  - Iris Zimmermann

### Fußball
| Herren - Jeff Agoos Chris Albright DaMarcus Beasley Chris Brown Danny Califf Conor Casey Ramiro Corrales Joey DiGiamarino Landon Donovan Brian Dunseth Brad Friedel Frankie Hejduk Tim Howard Chad McCarty Matt Napoleon John O’Brien Ben Olsen Peter Vagenas Sasha Victorine Evan Whitfield Brian Winters Josh Wolff - Trainer Clive Charles - Ergebnisse Vorrunde Tschechien: 2:2 Kamerun: 1:1 Kuwait: 3:1 Viertelfinale Japan: 2:2 n. V., 5:4 n. E. Halbfinale Spanien: 1:3 Spiel um Platz 3 Chile: 0:2 | Damen (Silber ) - Jenni Branam Susan Bush Brandi Chastain Lorrie Fair Joy Fawcett Julie Foudy Michelle French Mia Hamm Kristine Lilly Shannon MacMillan Kate Markgraf Tiffeny Milbrett Siri Mullinix Carla Overbeck Cindy Parlow Christie Rampone Briana Scurry Nikki Serlenga Danielle Slaton Aly Wagner Christie Welsh Sara Whalen - Trainerin April Heinrichs - Ergebnisse Vorrunde Norwegen: 2:0 Volksrepublik China: 1:1 Nigeria: 3:1 Halbfinale Brasilien: 1:0 Finale Norwegen: 2:3 n. V. |

### Gewichtheben
- Oscar Chaplin
- Tara Cunningham (Gold )
- Robin Goad
- Shane Hamman
- Cheryl Haworth (Bronze )
- Cara Heads-Lane

### Judo
- Sandy Bacher
- Martin Boonzaayer
- Brandan Greczkowski
- Ato Hand
- Lauren Meece
- Jason Morris
- Brian Olson
- Alex Ottiano
- Jimmy Pedro
- Colleen Rosensteel
- Celita Schutz
- Amy Tong
- Ellen Wilson
- Hillary Wolf

### Kanu
Rennsport
- Philippe Boccara (Kajak)
- Kathy Colin (Kajak)
- Tamara Jenkins (Kajak)
- Stein Jorgensen (Kajak)
- Jordan Malloch (Canadier)
- Cliff Meidl (Kajak)
- John Mooney (Kajak)
- Peter Newton (Kajak)
- Angel Pérez (Kajak)

Slalom
- Rebecca Giddens (Kajak)
- Lecky Haller (Canadier)
- David Hearn (Canadier)
- Scott Shipley (Kajak)
- Matt Taylor (Canadier)

### Leichtathletik
| Disziplin               | Herren | Damen |
| ----------------------- | --- | --- |
| 100 m                   | Maurice Greene (Gold ) Jon Drummond Curtis Johnson | Torri Edwards Chryste Gaines Marion Jones                                                                                            |
| 200 m                   | John Capel Floyd Heard Coby Miller | Torri Edwards Marion Jones Nanceen Perry                                                                                             |
| 400 m                   | Michael Johnson (Gold ) Alvin Harrison (Silber ) Antonio Pettigrew | LaTasha Colander Michelle Collins Monique Hennagan                                                                                   |
| 800 m                   | Mark Everett Rich Kenah Bryan Woodward | Hazel Clark Joetta Clark Diggs Jearl Miles-Clark                                                                                     |
| 1500 m                  | Gabe Jennings Jason Pyrah Michael Stember | Shayne Culpepper Suzy Favor-Hamilton Marla Runyan                                                                                    |
| 5000 m                  | Adam Goucher Bradley Hauser Nick Rogers | Elva Dryer Anne Marie Lauck Amy Rudolph                                                                                              |
| 10.000 m                | Abdihakem Abdirahman Alan Culpepper Meb Keflezighi | Libbie Hickman Deena Kastor Jen Rhines                                                                                               |
| Marathon                | Rod DeHaven | Christine Clark |
| 20 km Gehen             | Tim Seaman | Debbi Lawrence Michelle Rohl Chen Yueling                                                                                            |
| 50 km Gehen             | Curt Clausen Phillip Dunn Andrew Hermann | |
| 100 m Hürden            | | Melissa Morrison (Bronze ) Sharon Couch-Jewell Gail Devers                                                                           |
| 110 m Hürden            | Terrence Trammell (Silber ) Mark Crear (Bronze ) Allen Johnson | |
| 400 m Hürden            | Angelo Taylor (Gold ) James Carter Eric Thomas | Kim Batten Tonja Buford-Bailey Sandra Glover                                                                                         |
| 3000 m Hindernis        | Tony Cosey Mark Croghan Pascal Dobert | |
| 4-mal-100-Meter-Staffel | Kenny Brokenburr (Gold für Vorlaufeinsatz) Jon Drummond (Gold ) Maurice Greene (Gold ) Brian Lewis (Gold ) Tim Montgomery (Gold für Vorlaufeinsatz) Bernard Williams (Gold ) | Torri Edwards (Bronze ) Chryste Gaines (Bronze ) Marion Jones Nanceen Perry (Bronze ) Passion Richardson (Bronze für Vorlaufeinsatz) |
| 4-mal-400-Meter-Staffel | Alvin Harrison Calvin Harrison Michael Johnson Antonio Pettigrew Angelo Taylor Jerome Young                                                                                  | Andrea Anderson (Gold für Vorlaufeinsatz) LaTasha Colander (Gold ) Monique Hennagan (Gold ) Marion Jones Jearl Miles-Clark (Gold )   |
| Hochsprung              | Charles Austin Kenny Evans Nathan Leeper | Amy Acuff Erin Aldrich Karol Damon                                                                                                   |
| Stabhochsprung          | Nick Hysong (Gold ) Lawrence Johnson (Silber ) Chad Harting | Stacy Dragila (Gold ) Melissa Mueller Kellie Suttle                                                                                  |
| Weitsprung              | Mel Lister Dwight Phillips Savanté Stringfellow | Dawn Burrell Marion Jones Shana Williams                                                                                             |
| Dreisprung              | LaMark Carter Walter Davis Robert Howard | Nicole Gamble |
| Speerwurf               | Breaux Greer | Lynda Blutreich |
| Diskuswurf              | John Godina Adam Setliff Anthony Washington | Kris Kuehl Suzy Powell-Roos Seilala Sua                                                                                              |
| Kugelstoßen             | Adam Nelson (Silber ) John Godina (Bronze ) Andy Bloom | Jesseca Cross Connie Price-Smith Teri Tunks                                                                                          |
| Hammerwurf              | Lance Deal Jud Logan Kevin McMahon | Jesseca Cross Dawn Ellerbe Amy Palmer                                                                                                |
| Siebenkampf             | | Shelia Burrell DeDee Nathan |
| Zehnkampf               | Chris Huffins (Bronze ) Tom Pappas Kip Janvrin | |

Marion Jones wurden ihre in den Staffelwettbewerben gewonnenen Medaillen wegen Dopings nachträglich aberkannt.

### Moderner Fünfkampf
- Mary Beth Iagorashvili
Damen, Einzel
- Velizar Iliev
Herren, Einzel
- Emily deRiel (Silber )
Damen, Einzel
- Chad Senior
Herren, Einzel

### Radsport
- Lance Armstrong
- Chelly Arrue
- Johnny Bairos
- Derek Bouchard-Hall
- Travis Brown
- J'me Carney
- Jonas Carney
- Antonio Cruz
- Alison Dunlap
- Nicole Freedman
- Mariano Friedick
- Tyler Hamilton
- Erin Hartwell
- George Hincapie
- Mari Holden (Silber )
- Tinker Juarez
- Karen Kurreck
- Tanya Lindenmuth
- Ruthie Matthes
- Erin Mirabella
- Tommy Mulkey
- Marty Nothstein (Gold )
- Fred Rodriguez
- Ann Trombley
- Christian Vande Velde
- Chris Witty

### Reiten
- Susan Blinks (Bronze )
- Robert Costello
- Robert Dover (Bronze )
- Nina Fout (Bronze )
- Nona Garson
- Margie Goldstein-Engle
- Lauren Hough
- Laura Kraut
- Karen O’Connor (Bronze )
- David O’Connor (Gold , Bronze )
- Julie Richards
- Guenter Seidel (Bronze )
- Christine Traurig (Bronze )
- Linden Wiesman (Bronze )

### Ringen
- Kevin Bracken
- Terry Brands (Bronze )
- Charles Burton
- Quincey Clark
- Melvin Douglas
- Rulon Gardner (Gold )
- Jim Gruenwald
- Samuel Henson (Silber )
- Cary Kolat
- Matt Lindland (Silber )
- Garrett Lowney (Bronze )
- Steven Mays
- Kerry McCoy
- Lincoln McIlravy (Bronze )
- Heath Sims
- Brandon Slay (Gold )

### Rudern
- Chris Ahrens
- Tom Auth
- Sebastian Bea (Silber )
- Pete Cipollone
- Christine Collins (Bronze )
- Porter Collins
- Ruth Davidon
- Jennifer Dore
- Mike Ferry
- Torrey Folk
- Amy Fuller
- Sarah Garner (Bronze )
- Hilary Gehman
- Conal Groom
- Sean Hall
- Sarah Jones
- Bob Kaehler
- Jeff Klepacki
- Laurel Korholz
- Jamie Koven
- Karen Kraft (Bronze )
- Katie Maloney
- Amy Martin
- Elizabeth McCagg
- Ian McGowan
- Garrett Miller
- Linda Miller
- Wolf Moser
- Eric Mueller
- Ted Murphy (Silber )
- Lianne Nelson
- Henry Nuzum
- Nick Peterson
- Greg Ruckman
- Kelly Salchow
- Marc Schneider
- Missy Schwen-Ryan (Bronze )
- Raj Shah
- Dave Simon
- Carol Skricki
- Donald Smith
- Paul Teti
- Monica Tranel Michini
- Steve Tucker
- Bryan Volpenhein
- Thomas Welsh
- Jake Wetzel
- Michael Wherley

### Schießen
- Michael Anti
- Lance Bade
- Janine Bowman
- Christina Cassidy
- Bill Demarest
- Lance Dement
- Jayme Dickman
- Michael Douglass
- Glenn Dubis
- Walton Eller
- Jean Foster
- Cindy Gentry
- James Graves (Bronze )
- Kenneth Johnson
- Thrine Kane
- Bill Keever
- Josh Lakatos
- John McNally
- Melissa Mulloy
- Nancy Johnson (Gold )
- Jason Parker
- Kimberly Rhode (Bronze )
- Adam Saathoff
- Michael Schmidt
- Cindy Shenberger
- Beki Snyder
- Daryl Szarenski
- Tom Tamas

### Schwimmen
| Disziplin           | Herren | Damen |
| ------------------- | --- | --- |
| 50 m Freistil       | Anthony Ervin (Gold ) Gary Hall junior (Gold )                                                                              | Dara Torres (Bronze ) Amy Van Dyken                                                                                                  |
| 100 m Freistil      | Gary Hall junior (Bronze ) Neil Walker                                                                                      | Jenny Thompson (Bronze ) Dara Torres (Bronze )                                                                                       |
| 200 m Freistil      | Josh Davis Scott Goldblatt                                                                                                  | Lindsay Benko Rada Owen |
| 400 m Freistil      | Klete Keller (Bronze ) Chad Carvin                                                                                          | Brooke Bennett (Gold ) Diana Munz (Silber )                                                                                          |
| 800 m Freistil      | | Brooke Bennett (Gold ) Kaitlin Sandeno (Bronze )                                                                                     |
| 1500 m Freistil     | Chris Thompson (Bronze ) Erik Vendt                                                                                         | |
| 100 m Rücken        | Lenny Krayzelburg (Gold ) Neil Walker                                                                                       | B. J. Bedford Courtney Shealy |
| 200 m Rücken        | Lenny Krayzelburg (Gold ) Aaron Peirsol (Silber )                                                                           | Amanda Adkins Lindsay Benko |
| 100 m Brust         | Ed Moses (Silber ) Pat Calhoun                                                                                              | Megan Jendrick (Gold ) Staciana Stitts                                                                                               |
| 200 m Brust         | Kyle Salyards Tom Wilkens                                                                                                   | Kristy Kowal (Silber ) Amanda Beard (Bronze )                                                                                        |
| 100 m Schmetterling | Ian Crocker Tommy Hannan | Dara Torres (Bronze ) Jenny Thompson                                                                                                 |
| 200 m Schmetterling | Tom Malchow (Gold ) Michael Phelps                                                                                          | Misty Hyman (Gold ) Kaitlin Sandeno                                                                                                  |
| 200 m Lagen         | Tom Dolan (Silber ) Tom Wilkens (Bronze )                                                                                   | Cristina Teuscher (Silber ) Gabrielle Rose                                                                                           |
| 400 m Lagen         | Tom Dolan (Gold ) Erik Vendt (Silber )                                                                                      | Maddy Crippen Kaitlin Sandeno |
| 4 × 100 m Freistil  | Anthony Ervin/Gary Hall junior/Jason Lezak/Neil Walker (Silber ) Vorlauf: Josh Davis/Anthony Ervin/Jason Lezak/Scott Tucker | Courtney Shealy/Jenny Thompson/Dara Torres/Amy Van Dyken (Gold ) Vorlauf: Erin Phenix/Courtney Shealy/Ashley Tappin/Amy Van Dyken    |
| 4 × 200 m Freistil  | Josh Davis/Scott Goldblatt/Klete Keller/Jamie Rauch (Silber ) Vorlauf: Chad Carvin/Nate Dusing/Klete Keller/Jamie Rauch     | Samantha Arsenault/Lindsay Benko/Diana Munz/Jenny Thompson (Gold ) Vorlauf: Samantha Arsenault/Kim Black/Diana Munz/Julia Stowers    |
| 4 × 100 m Lagen     | Ian Crocker/Gary Hall junior/Lenny Krayzelburg/Ed Moses (Gold ) Vorlauf: Tommy Hannan/Jason Lezak/Ed Moses/Neil Walker      | B. J. Bedford/Megan Jendrick/Jenny Thompson/Dara Torres (Gold ) Vorlauf: Courtney Shealy/Staciana Stitts/Ashley Tappin/Amy Van Dyken |

Anmerkung: Ervin und Hall erreichten in den Schwimmwettbewerben der Herren über 50 Meter in exakt 21,98 Sekunden zeitgleich das Ziel und teilten sich daher die Goldmedaille. Gleiches galt für die Schwimmwettbewerbe der Frauen über 100 Meter, bei denen Thompson und Torres die gleiche Zeit schwammen und damit beide Bronze gewannen.

### Segeln
- Courtenay Becker-Dey
- Carrie Butler-Beashel
- Paul Foerster (Silber )
- Michael Gebhardt
- Sarah Glaser (Silber )
- Craig Healy
- J. J. Isler (Silber )
- Hartwell Jordan
- Magnus Liljedahl (Gold )
- John Lovell
- Jeff Madrigali
- Charles McKee (Bronze )
- Jonathan McKee (Bronze )
- Robert Merrick (Silber )
- John Myrdal
- Charlie Ogletree
- Mark Reynolds (Gold )
- Russ Silvestri

### Softball
Damen (Gold )
- Christie Ambrosi
- Laura Berg
- Jennifer Brundage
- Crystl Bustos
- Sheila Douty
- Lisa Fernandez
- Lori Harrigan
- Danielle Henderson
- Jennifer McFalls
- Stacey Nuveman
- Leah O’Brien
- Dot Richardson
- Michele Smith
- Michelle Venturella
- Christa Williams

### Synchronschwimmen
Damen
- Carrie Barton
- Tammy Cleland
- Bridget Finn
- Anna Kozlova
- Kristina Lum
- Elicia Marshall
- Tuesday Middaugh
- Heather Pease Olson
- Kim Wurzel

### Taekwondo
- Barbara Kunkel
- Steven Lopez (Gold )
- Juan Moreno
- Kay Poe

### Tennis
Herren
Einzel:
- Michael Chang
- Todd Martin
- Vincent Spadea
- Jeff Tarango

Doppel:
- Alex O’Brien/Jared Palmer

Damen
Einzel:
- Lindsay Davenport
- Monica Seles (Bronze )
- Venus Williams (Gold )

Doppel:
- Serena Williams/Venus Williams (Gold )

### Tischtennis
- Tawny Banh
Damen, Einzel und Doppel
- Yinghua Cheng
Herren, Einzel und Doppel
- Michelle Do
Damen, Doppel
- Jasna Fazlić
Damen, Einzel und Doppel
- Gao Jun
Damen, Einzel und Doppel
- Khoa Dinh Nguyen
Herren, Doppel
- Todd Sweeris
Herren, Doppel
- David Zhuang
Herren, Einzel und Doppel

### Triathlon
- Ryan Bolton
Herren
- Hunter Kemper
Herren
- Nick Radkewich
Herren
- Jennifer Gutierrez
Damen
- Sheila Taormina
Damen
- Joanna Zeiger
Damen

### Turnen

#### Kunstturnen
Herren
- Morgan Hamm
- Paul Hamm
- Stephen McCain
- John Roethlisberger
- Sean Townsend
- Blaine Wilson

Damen (alle Bronze  im Mannschaftsmehrkampf)
- Amy Chow
- Jamie Dantzscher
- Dominique Dawes
- Kristen Maloney
- Elise Ray
- Tasha Schwikert-Warren

#### Trampolinturnen
- Jennifer Parilla
  - Damen, Einzel

### Volleyball

#### Beachvolleyball
Herren
Team 1: Dain Blanton, Eric Fonoimoana (Gold )
Team 2: Robert Heidger, Kevin Wong
Damen
Team 1: Misty May-Treanor, Holly McPeak
Team 2: Annett Davis, Jenny Johnson Jordan

#### Hallenvolleyball
| Herren - 1 Lloy Ball - 3 Mike Lambert - 5 Erik Sullivan - 7 John Hyden - 9 Ryan Millar - 10 Chip McCaw - 12 Thomas Hoff - 13 Jeff Nygaard - 14 Kevin Barnett - 15 George Roumain - 16 Dan Landry - 17 Andy Witt | Damen - 1 Demetria Sance - 2 Danielle Scott-Arruda - 5 Stacy Sykora - 7 Heather Bown - 8 Charlene Tagaloa - 9 Kerri Walsh - 10 Mickisha Hurley - 11 Robyn Ah Mow-Santos - 13 Tara Cross-Battle - 15 Logan Tom - 16 Sarah Noriega - 18 Allison Weston |

### Wasserball
| Herren - Mannschaft Gavin Arroyo Tony Azevedo Ryan Bailey Dan Hackett Chris Humbert Sean Kern Kyle Kopp Chi Kredell Robert Lynn Sean Nolan Chris Oeding Brad Schumacher Wolf Wigo - Ergebnisse Vorrunde Kroatien: 7:10 BR Jugoslawien: 5:8 Niederlande: 12:8 Ungarn: 9:10 Griechenland: 9:3 Viertelfinale Russland: 10:11 Platzierungsspiel Kroatien: 9:8 n. V. Spiel um Platz 5 Italien: 8:10 | Damen (Silber ) - Mannschaft Robin Beauregard Julie Swail Ellen Estes Courtney Johnson Ericka Lorenz Heather Moody Maureen O’Toole Bernice Orwig Nicolle Payne Heather Petri Kathy Sheehy Coralie Simmons Brenda Villa - Ergebnisse Vorrunde Niederlande: 6:4 Kanada: 8:8 Russland: 7:5 Australien: 6:7 Kasachstan: 9:6 Halbfinale Niederlande: 6:5 Finale Australien: 3:4 |

### Wasserspringen
- Michelle Davison
Damen
- Troy Dumais
Herren
- Jenny Keim
Damen
- David Pichler
Herren
- Sara Hildebrand
Damen
- Mark Ruiz
Herren
- Laura Wilkinson (Gold )
Damen